# Hacerse el muerto (protesta)
Hacerse el muerto, o a veces conocida como Acostarse al suelo, es una forma de protesta en la que los participantes de la manifestación simulan estar muertos. Las simulaciones de personas fallecidas son acciones que han sido utilizadas por una variedad de grupos de protesta incluyendo activistas de los derechos de los animales, activistas contra la guerra, activistas de los derechos humanos, activistas del sida, activistas del control de armas  y activistas ambientales.  A menudo, los manifestantes ocupan un área por un corto tiempo en lugar de ser obligados a irse por la policía.

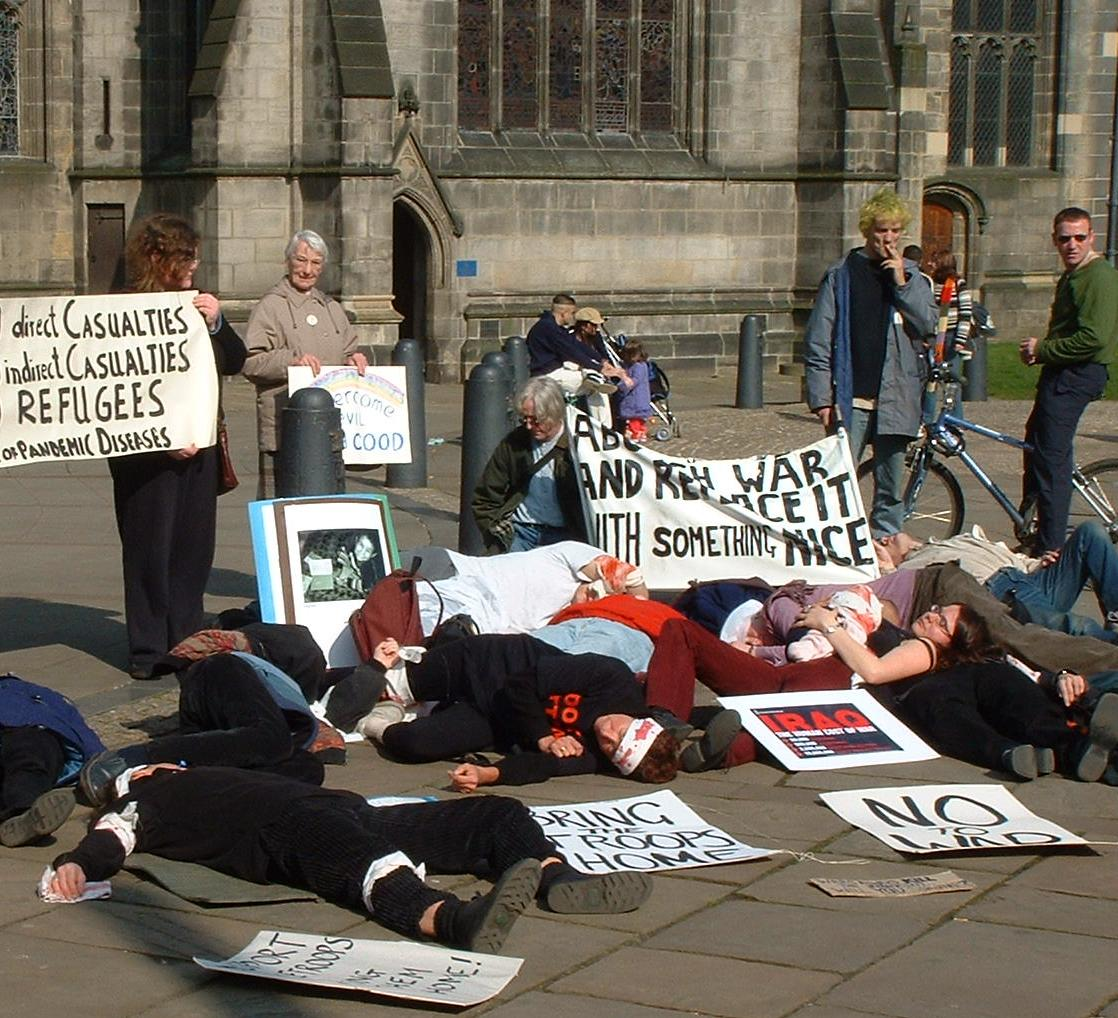
Hacese el muerto o tirase al suelo protesta contra la Invasión de Irak de 2003 en Sheffield, Reino Unido.

En la forma más simple de hacerse el muerto, los manifestantes simplemente se acuestan en el suelo y fingen estar muertos, a veces cubriéndose con letreros o pancartas. El objetivo de este tipo de protesta es interrumpir el flujo de personas en una calle o acera para llamar la atención de los transeúntes.
En formas más complejas, a veces se usan vendajes manchados de sangre o sangre falsa, así como dolores de muerte simulados, fingiendo heridas mortales y retorcimiento de los manifestantes en un intento de hacer que las muertes parezcan más realistas. En otros casos, los manifestantes han rodeado los "cuerpos" en contornos de tiza que recuerdan a los bosquejos en torno a las víctimas de asesinato. Esto se ha hecho como un intento de simbolizar que la organización contra la que se está protestando ha "asesinado" a personas. A veces, parte del grupo que protesta pronuncia discursos sobre lo que se protesta mientras el resto del grupo yace en el piso.

## Historia
El 22 de abril de 2006, miles de manifestantes se acostaron en la avenida Francisco de Miranda en Caracas, Venezuela, para protestar contra el crimen y la inseguridad durante el gobierno de Hugo Chávez en una manifestación del Movimiento Estudiantil llamada "Acuéstate por la vida".
El 15 de septiembre de 2007, varios miles de personas protestaron contra la guerra de Irak en el Capitolio en Washington D. C. Cientos "tendidos en el suelo" en el césped del Capitolio en el lugar de la muerte. Más de 190 fueron arrestados, incluidos diez veteranos de la guerra de Irak.

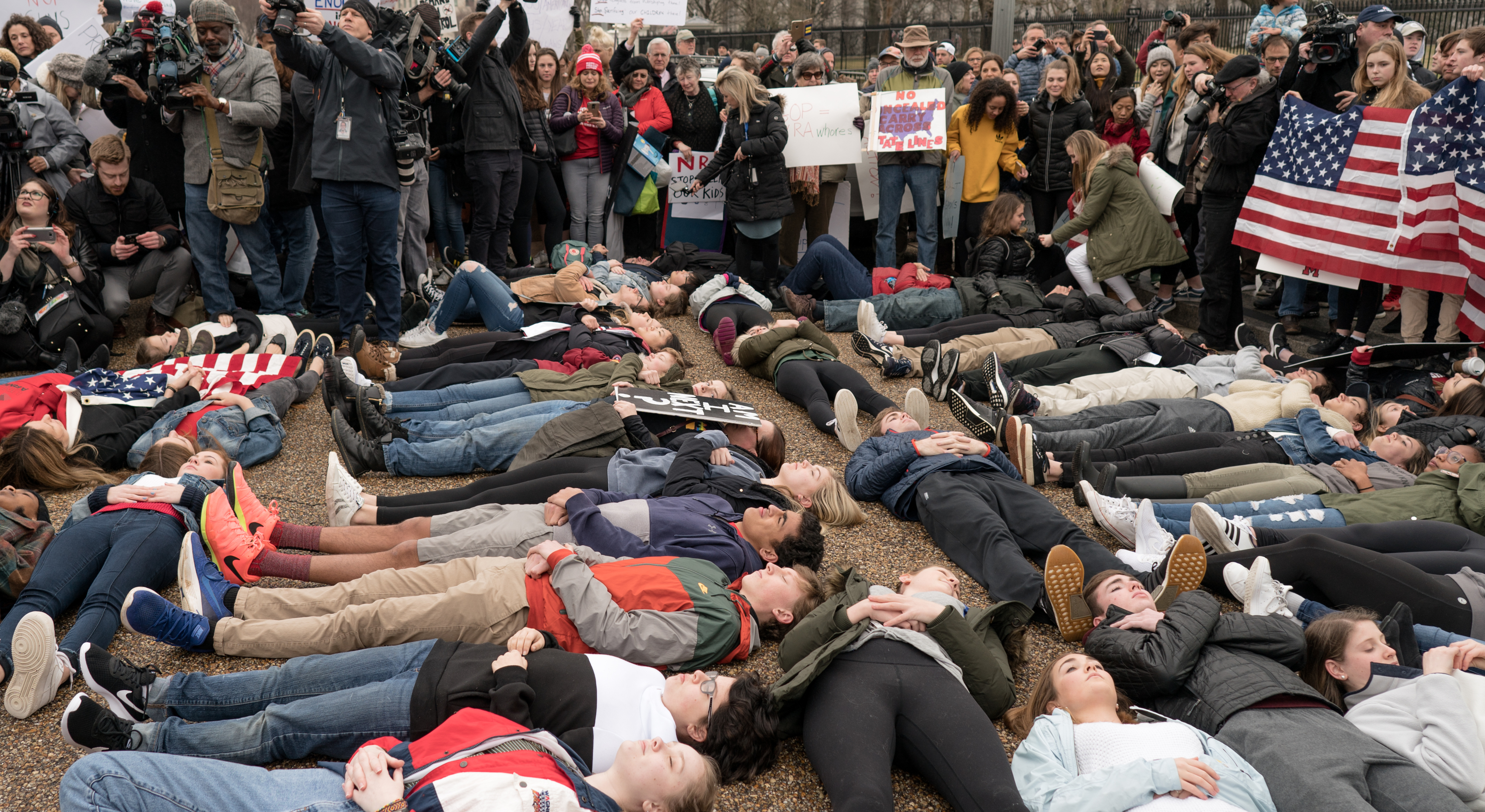
El Tiroteo en la escuela secundaria Stoneman Douglas de Parkland a inspirado a estudiantes estadounidenses a protestar contra la contra la violencia armada en la Unión Americana. Fotografía de estudiantes "haciéndose los muertos" en la Casa Blanca en febrero de 2018.

La muerte se ha utilizado para protestar contra la brutalidad policial en los Estados Unidos. Ha sido utilizado por los organizadores en Ferguson, Misuri para protestar contra el manejo del caso fatal de Michael Brown por el Departamento de Policía de St. Louis en 2014, en la ciudad de Nueva York y el área de la Bahía de San Francisco para protestar por el asesinato de Eric Garner y en Chicago protestan las muertes de Alton Sterling y Philando Castile.
Este tipo de protesta se ha popularizado en el año 2018 debido al Tiroteo en la escuela secundaria Stoneman Douglas de Parkland que ha creado un movimiento estudiantil para el Control de armas en Estados Unidos, encabezados por estudiantes en Escuela Secundaria del país norteamericano.